# Aníbal Otero
Aníbal Otero Álvarez, né le 5 juillet 1911 et mort le 1er mars 1974, est un linguiste et écrivain espagnol de langues galicienne et castillane.

## Biographie
Il étudia la philosophie et les lettres à Madrid. Il participa à l'élaboration de l'Atlas linguistique de la péninsule Ibérique conçu par Menéndez Pidal en réalisant diverses enquêtes au nord du Portugal. C'est alors qu'il fut surpris par le soulèvement militaire de 1936 qui marqua le début de la guerre d'Espagne ; livré par les autorités de Salazar aux partisans de Franco le 5 août 1936, il fut condamné à mort puis amnistié, et resta en prison jusqu'en 1941.
Il est l'auteur de Contribución al diccionario gallego (Contribution au dictionnaire galicien, 1967) et de Vocabulario de San Jorge de Piquín (1977). En 1994 fut publié à titre posthume son roman Esmoriz.